# Joseph Ralston
Joseph W. Ralston (Hopkinsville, Kentucky, 4 november 1943) is een Amerikaanse generaal op rust. 
Ralston was van 3 mei 2000 tot 17 januari 2003 Opperbevelhebber van de NAVO Europa (SACEUR). Daarvoor was hij van 1996 tot 2000 Vice Chairman of the Joint Chiefs of Staff. Tijdens zijn militaire carrière was hij eerder actief in onder meer de Vietnamoorlog.